# Lomographa tenebrosa
Lomographa tenebrosa là một loài bướm đêm trong họ Geometridae.